# Saab-Scania SBA 111
Saab-Scania SBA 111 – szwedzki lekki wojskowy samochód ciężarowy z napędem 4x4. Obecnie w szwedzkich siłach zbrojnych zastępowany przez nowsze konstrukcje.
Pracę projektowe nad ciężarówką Saab-Scania SBA 111 rozpoczęto pod koniec lat 60. Pierwsze prototypy opracowano w roku 1971, a produkcję rozpoczęto w roku 1976.
Samochód został zaprojektowany dla szwedzkich sił zbrojnych, gdzie trafiło ponad 2500 ciężarówek SBA 111. Wraz z nieco większą ciężarówką Saab-Scania SBAT 111S stały się głównymi pojazdami ciężarowymi w szwedzkim wojsku. Oba pojazdy zostały zaprojektowane tak, że wykorzystują ok. 90% wspólnych części, co zmniejsza koszty produkcji i utrzymania. Samochód Saab-Scania SBA 111 posiada ładowność 4500 kg, a także jest zdolny ciągnąć przyczepy lub działa o masie do 6000 kg.
Ponadto dla Szwedzkich Sił Powietrznych opracowano wersję ratowniczą opartą na samochodzie Saab-Scania SBA 111.